# 6819 McGarvey
A 6819 McGarvey (ideiglenes jelöléssel 1983 LL) a Naprendszer kisbolygóövében található aszteroida. S. E. Smrekar fedezte fel 1983. június 14-én.